# David Frankel
David Frankel, född 2 april 1959 i New York, är en amerikansk filmregissör, manusförfattare och producent. Han är mest känd för att ha regisserat filmen Djävulen bär Prada från 2006.

## Biografi
Frankel är son till Tobia Simone (född Beown) och Max Frankel, tidigare chefredaktör på The New York Times och kolumnist.  Han fick sin utbildning vid Fieldstone School i Riverdale, New York, och därefter Harvard University med examen 1981.
Frankel tillbringade många år som manusförfattare för TV innan han vann en Oscar för bästa Live Action kortfilm för sin kortfilm Dear Diary (1996), och en Emmy Award för enastående regi av en komediserie, för pilotavsnittet av Entourage (2004). Han har sedan dess regisserat framgångsrika studiofilmer Djävulen bär Prada (2006), Marley & jag (2008), och Hope Springs (2012). Hans fågelskådningskomedi, Den stora jakten, med Steve Martin, Owen Wilson, JoBeth Williams, och Jack Black i rollerna, kom ut i oktober 2011.
Sedan 2008 är han bosatt i Coconut Grove.

## Aviserade projekt
Det har meddelats att Frankel skulle regissera en filmversion av den första romanen i Septimus Heap-serien med Karen Rosenfelt som producent och författaren Angie Sage som exekutiv producent. Mera har sedan dock inte sagts om filmen och det är inte känt om produktionen har avbrutits eller bara lagts på is.

## Filmografi
- 1995: Miami Rhapsody
- 1996: Dear Diary
- 2002: Just Like You Imagined
- 2006: Djävulen bär Prada
- 2008: Marley & jag
- 2011: Den stora jakten
- 2012: Hope Springs
- 2013: One Chance
- 2016: Skönheten i allt